# NGC 5855
NGC 5855 este o galaxie eliptică situată în constelația Fecioara. A fost descoperită în 30 martie 1887 de către Lewis A. Swift.